# 童男山古墳
童男山古墳（どうなんざんこふん、童男山1号墳）は、福岡県八女市山内（やまうち）にある古墳。形状は円墳。八女古墳群（うち童男山古墳群）を構成する古墳の1つ。福岡県指定史跡に指定されている。

## 概要
福岡県南部、八女丘陵最東部の星野川北岸の丘陵尾根上に築造された大型円墳である。一帯では古墳27基が分布して童男山古墳群を形成し、本古墳はそのうち中心的位置に所在する盟主墳になる。徐福が童男草女を率いて来たが当地で亡くなったとする伝承があり、「童男山」の古墳名はこれに由来する。江戸時代の文献に見え、当時には開口していたことが知られるほか、1987年（昭和62年）に発掘調査が実施されている。
墳形は円形で、直径約48メートル・現在高さ約6.7メートルを測る。埋葬施設は複室構造の横穴式石室で、南西方向に開口する。玄室・前室・羨道から構成され、羨道の大半は失われているが、推定復元で石室全長約18メートルを測る大型石室になる。石室内の玄室奥壁には石屋形と刳抜式棺床を、左右壁には刳抜式棺床を据えたとみられ（北西壁側のみ現存）、コ字形屍床を形成する。古くより開口して盗掘に遭っているため、副葬品は詳らかでない。築造時期は古墳時代後期の6世紀後半-末頃と推定される。
古墳域は1956年（昭和31年）に福岡県指定史跡に指定されている。現在では、徐福伝説に基づき毎年1月20日に石室前で「童男山ふすべ」として徐福を慰霊する焚き火が行われる。

## 遺跡歴
- 寛延2年（1749年）の『寛延記』に記述。
- 嘉永6年（1853年）の矢野一貞『筑後将士軍談』に「童男山窟中之図」とともに詳述（磐井の墓とする伝説の記載）[3]。
- 1928年（昭和3年）刊行の『福岡県史蹟名勝天然記念物調査報告書』に記載（徐福伝説の初見）[3]。
- 1956年（昭和31年）7月28日、福岡県指定史跡に指定。
- 1970年（昭和45年）、石室実測調査（八女市教育委員会、1971年に報告）[4]。
- 1987年（昭和62年）、環境整備に伴う発掘調査（八女市教育委員会、1988年に報告）[3]。

## 埋葬施設

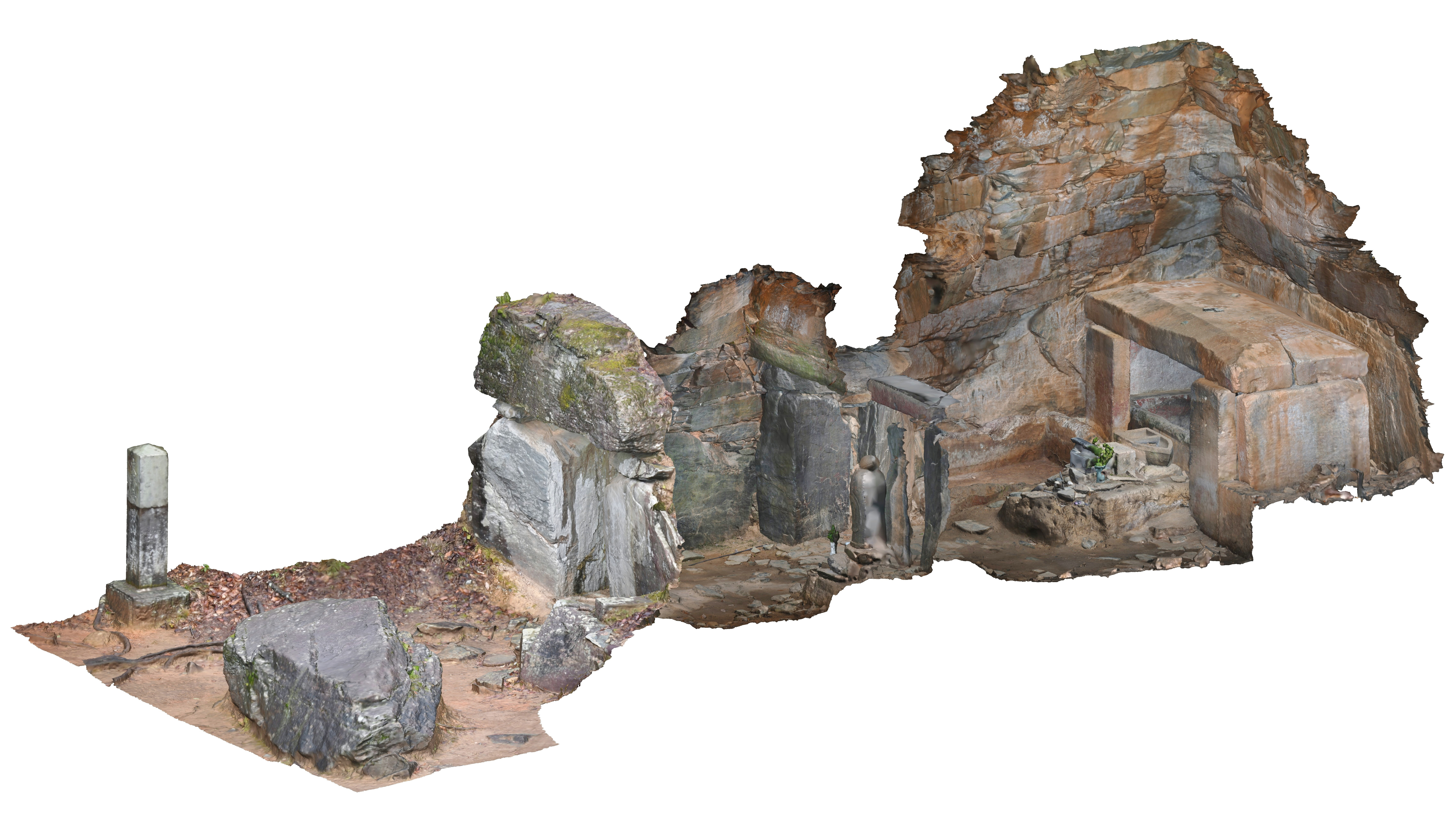
石室俯瞰図

石室展開図

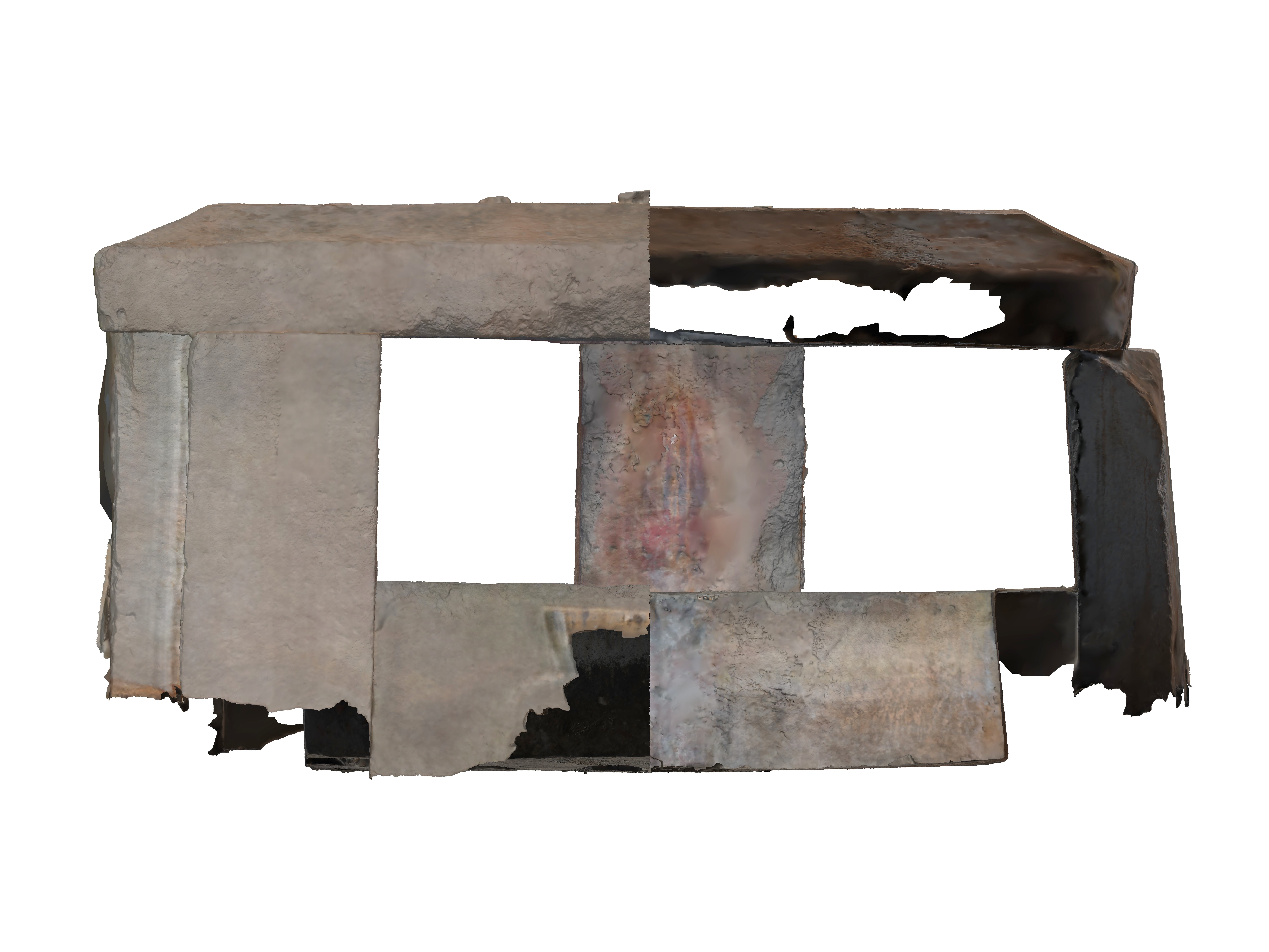
石屋形立断面図

埋葬施設は複室構造の横穴式石室で、南西方向に開口する。後室・前室・羨道からなる複室構造の石室であったが、羨道の大半は失われている。石室の規模は次の通り。
- 石室全長：現存8.6メートル（推定復元約18メートル[1]）
- 玄室：長さ4.30メートル、幅3.98メートル（奥）・3.50メートル（手前）、高さ4.10メートル
- 前室：長さ2.25メートル、幅2.85メートル（奥）・2.40メートル（手前）、高さ2.85メートル

石室の石材は結晶片岩を主とし、玄室南東の腰石に花崗岩が、石屋形・石棺・楣石などに凝灰岩が使用される。石室の基礎となる腰石・袖石には結晶片岩を立て、その上に割石を持ち送りながら平積みする。玄室の四隅は、石を壁面の両側に渡して隅が丸くなるように積む。また袖石には楣石を架し、天井石との間に窓を形成する。
石室内の玄室では、奥壁に接して石屋形が構築される。刳抜式の棺床の周りに前面2枚・左右2枚・奥1枚（束石）の扁平石を立てて、寄棟造屋根形の天井石を架す。棺床の外形は長さ2メートル・幅1.36メートル、内法は長さ2メートル・幅0.97メートル・深さ0.53メートル。棺床上面から天井面までの高さは0.73メートル。天井石は長さ3.2メートル・幅1.58メートル（平坦面幅0.85メートル）・厚さ0.42メートルを測る。石屋形の内面には赤色顔料が遺存する。また玄室北西壁では、刳抜式の棺床を据えており、外形は長さ2.33メートル・幅1.17メートル、内法は長さ1.94メートル・幅0.85メートルを測る。南東壁においても同様の棺床を据えたとみられ（非現存）、九州に多いコ字形の屍床配置であったと推測される。
嘉永6年（1853年）の『筑後将士軍談』に記載される様子は現在の状態と同様であり、当時以前に羨道が破壊されていたことが知られる。『筑後将士軍談』によれば、福島城築城の際に約4間ほどを崩し石材として用立てたという。現在の石室前面には扁平巨石が遺存しており、羨道の天井石であったと推測される。

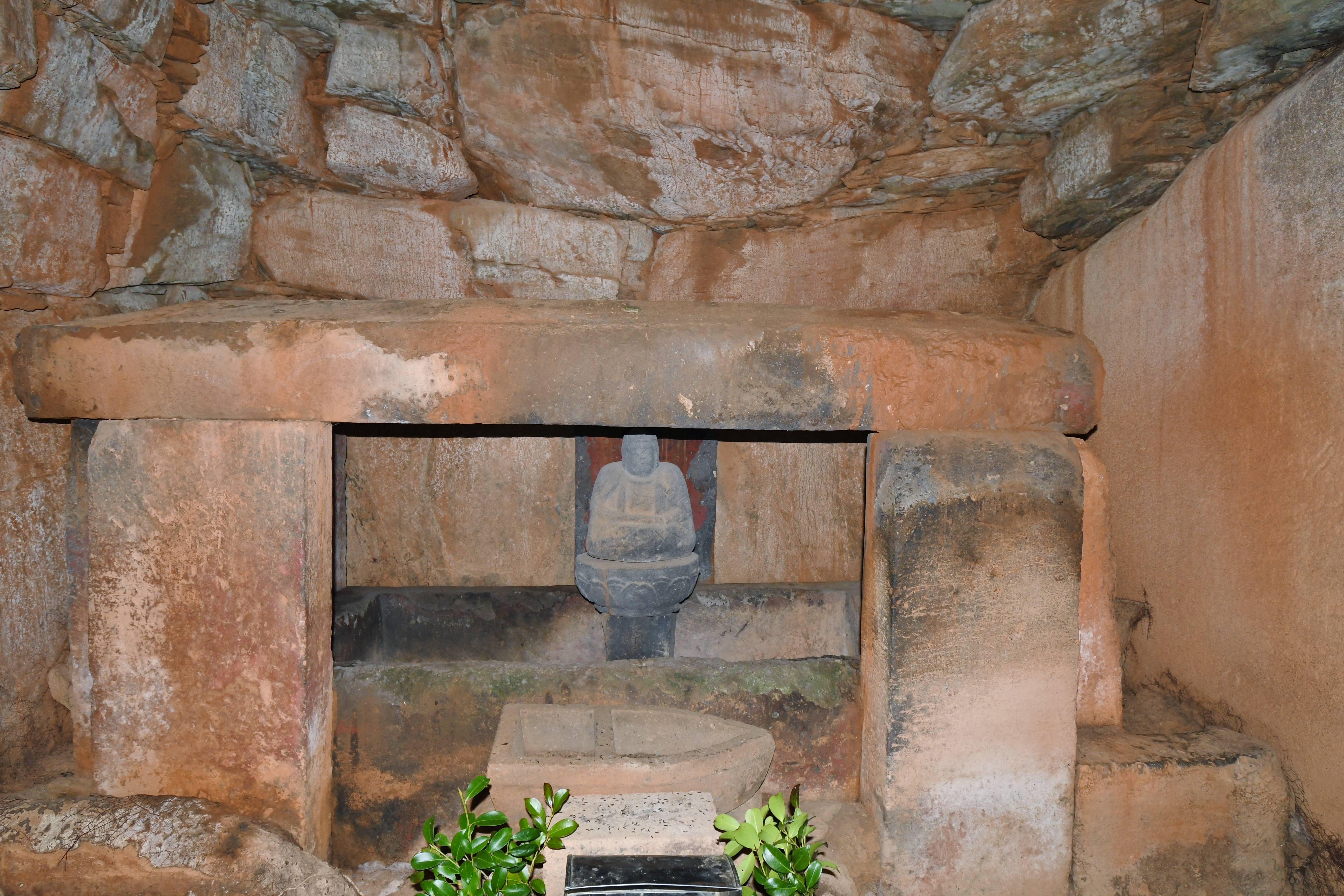
玄室（奥壁方向） 奥壁に石屋形。
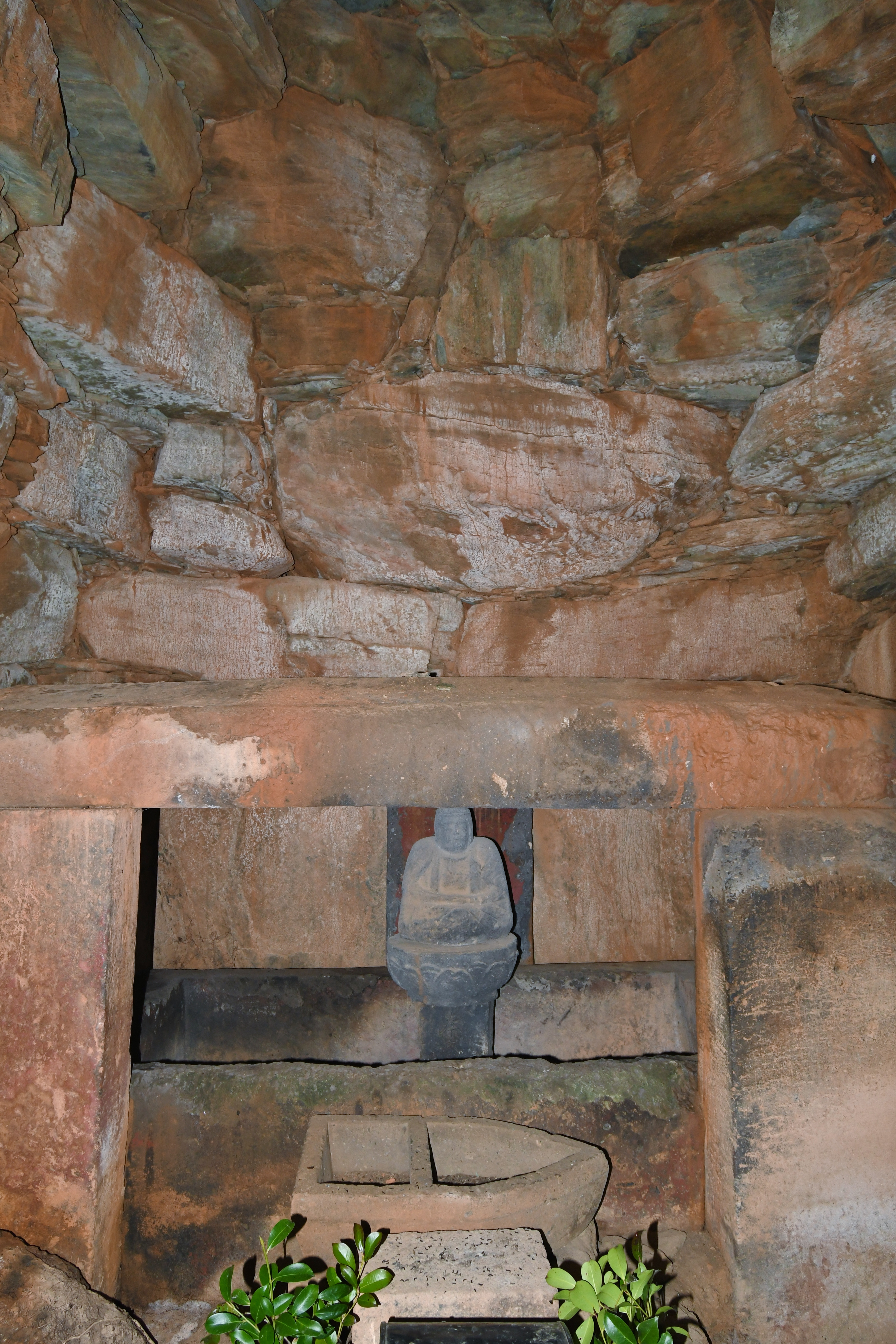
玄室（奥壁方向）
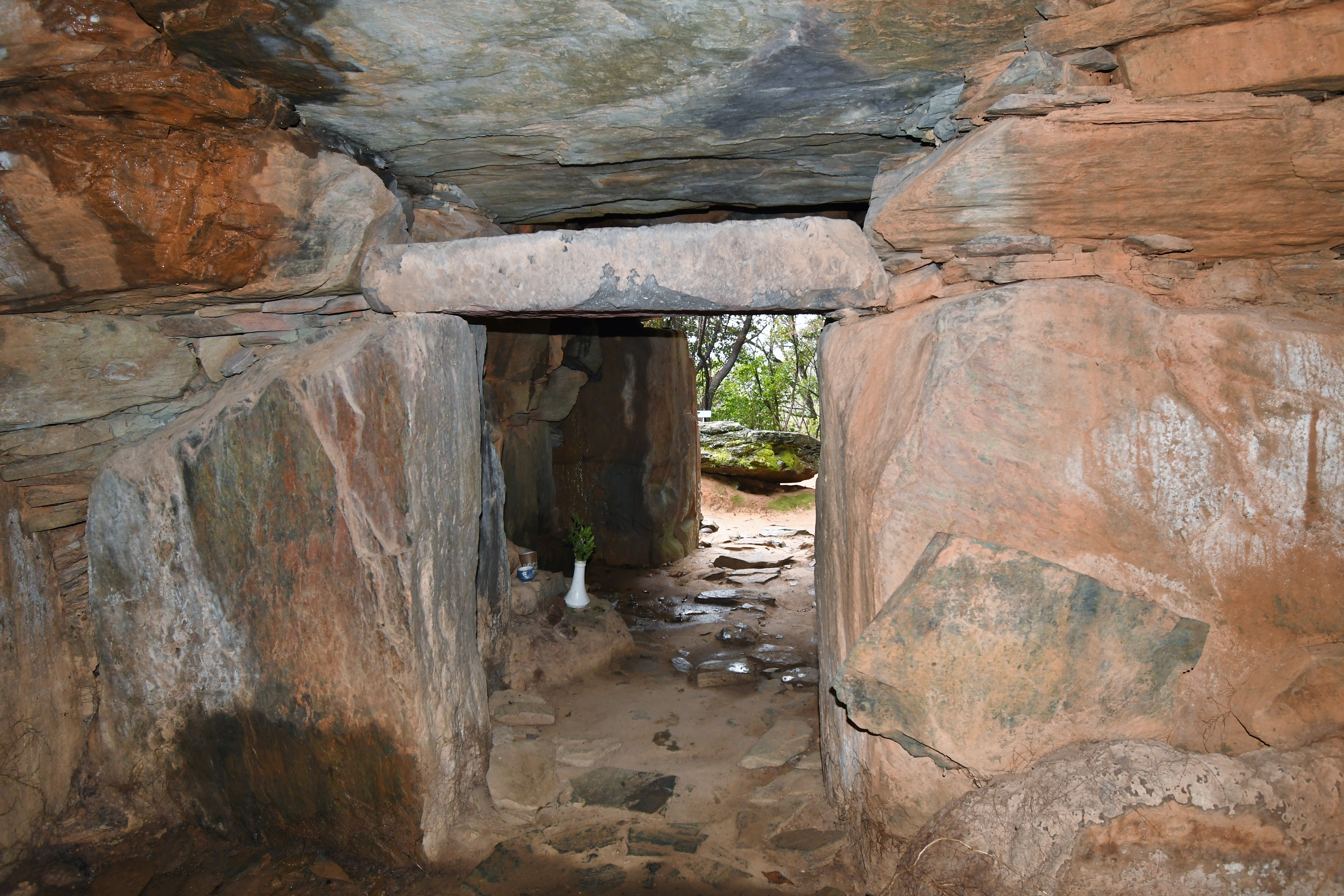
玄室（開口部方向）
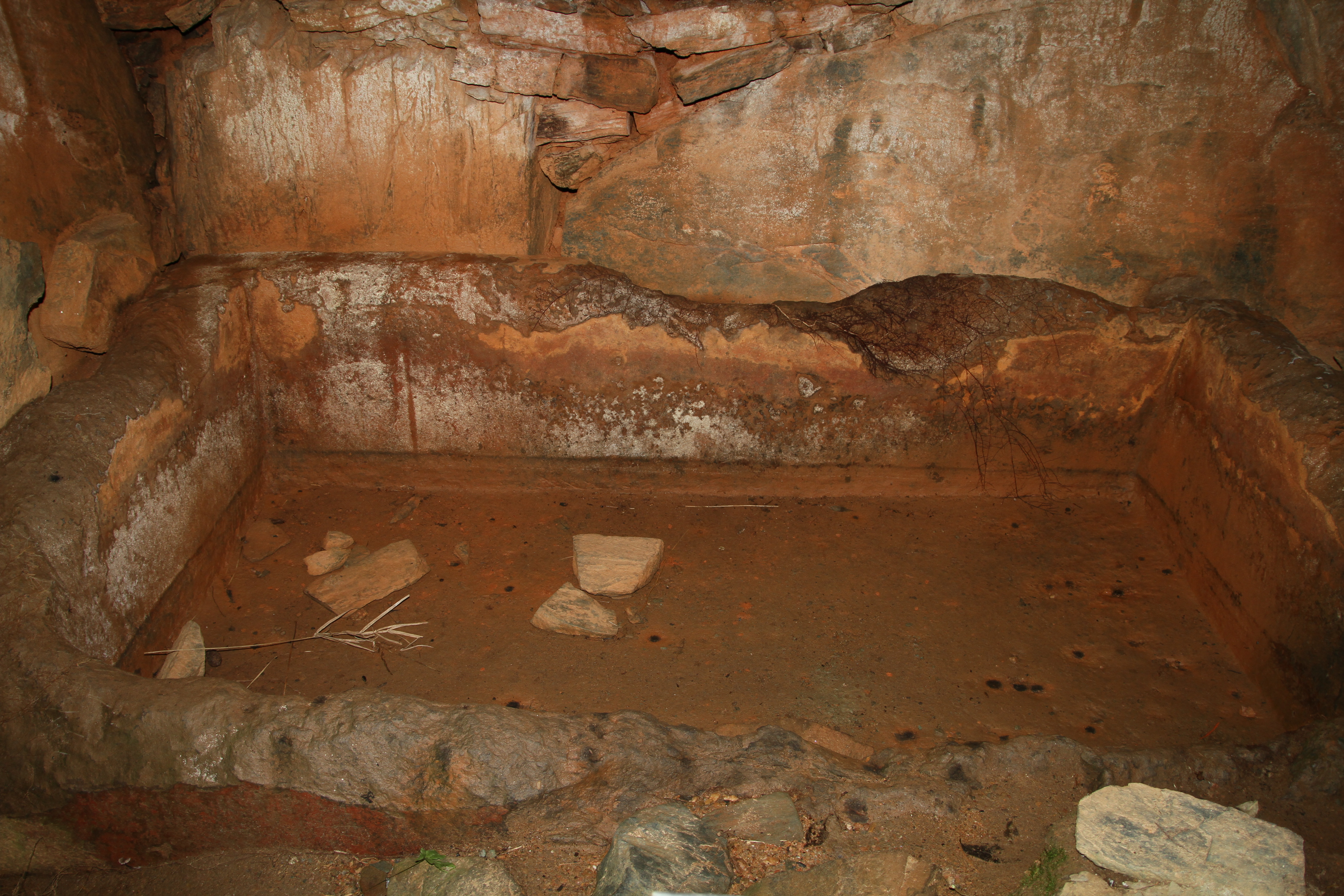
玄室北西壁の棺床
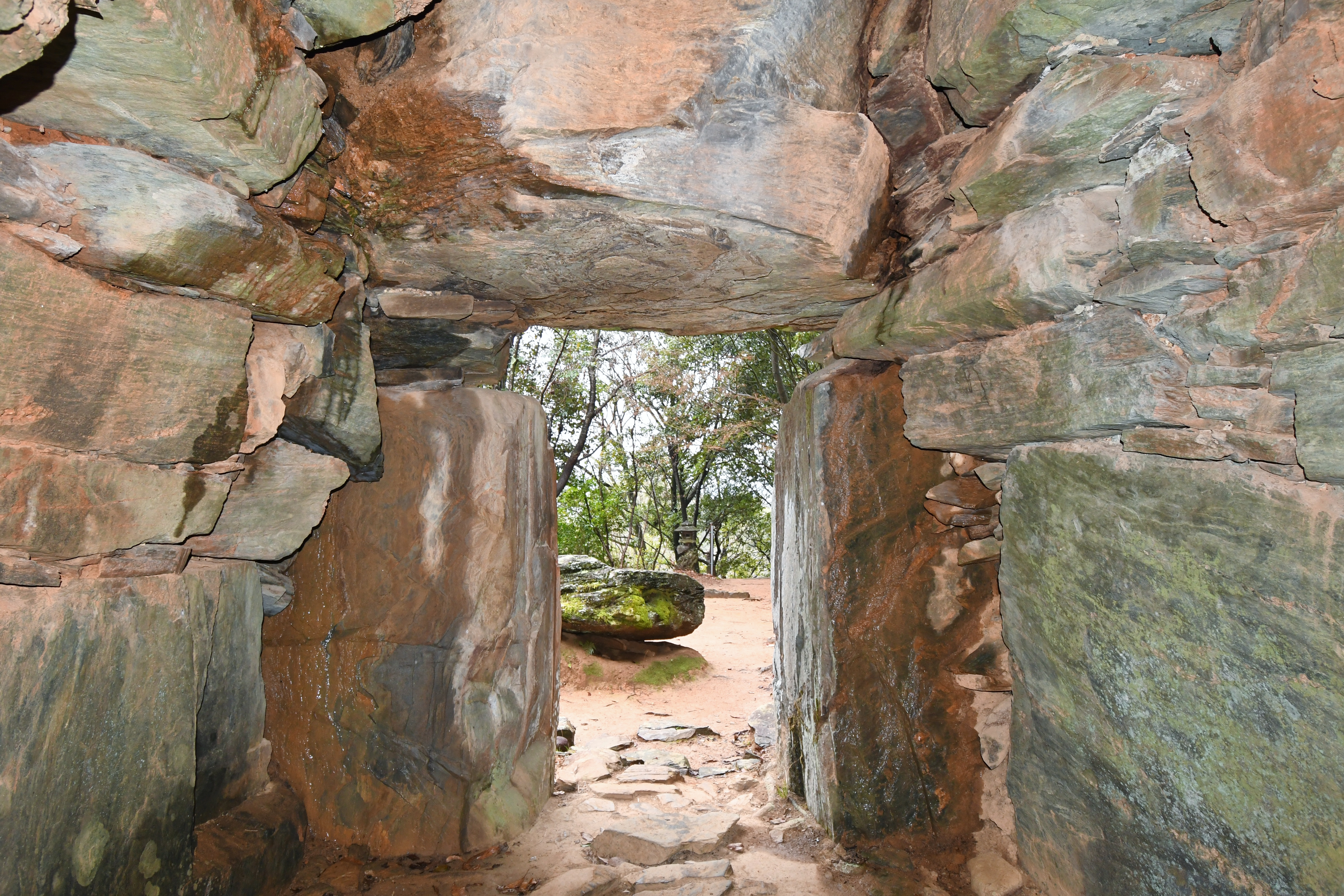
前室（開口部方向）
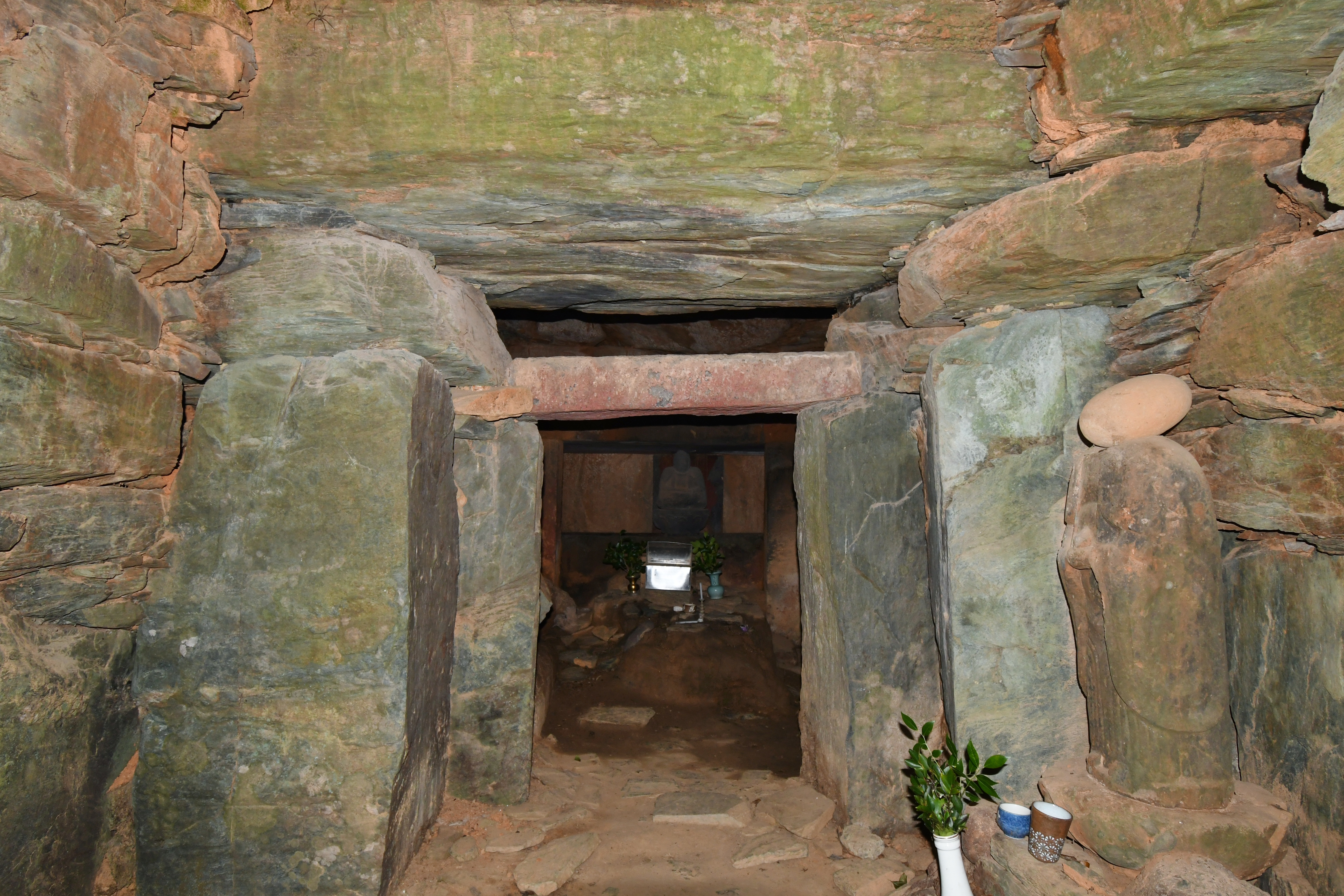
前室（玄室方向）
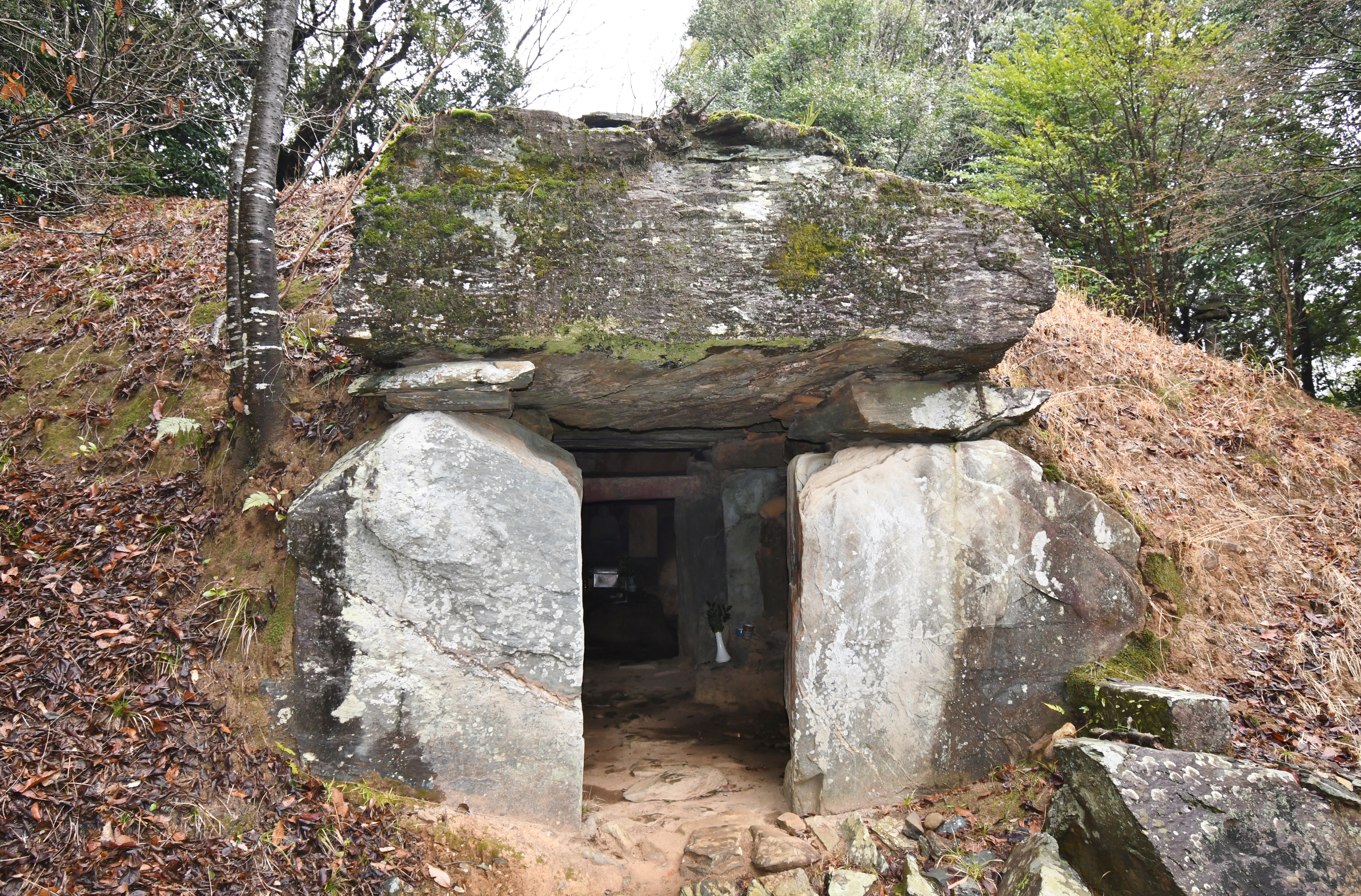
開口部
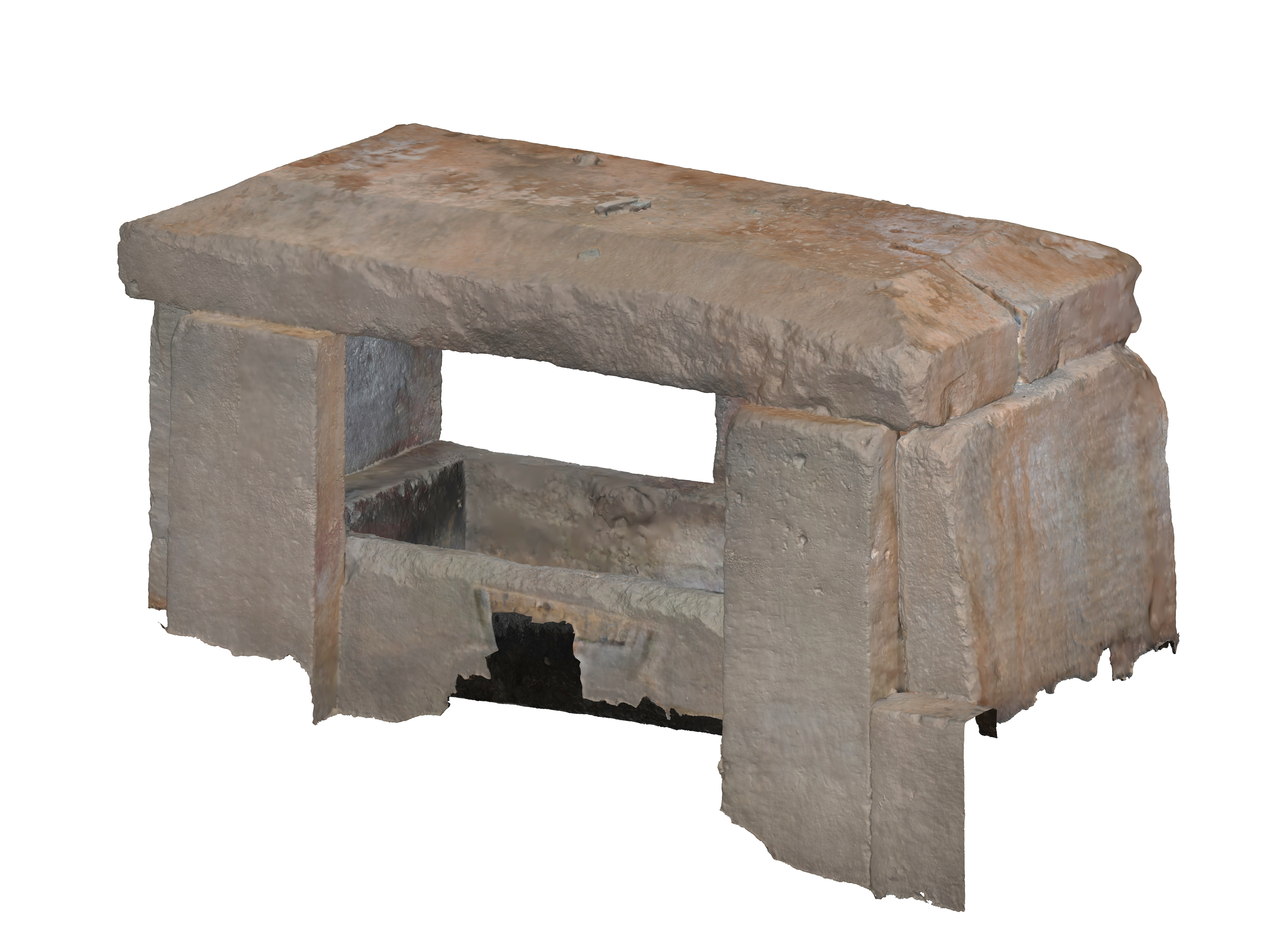
石屋形俯瞰図
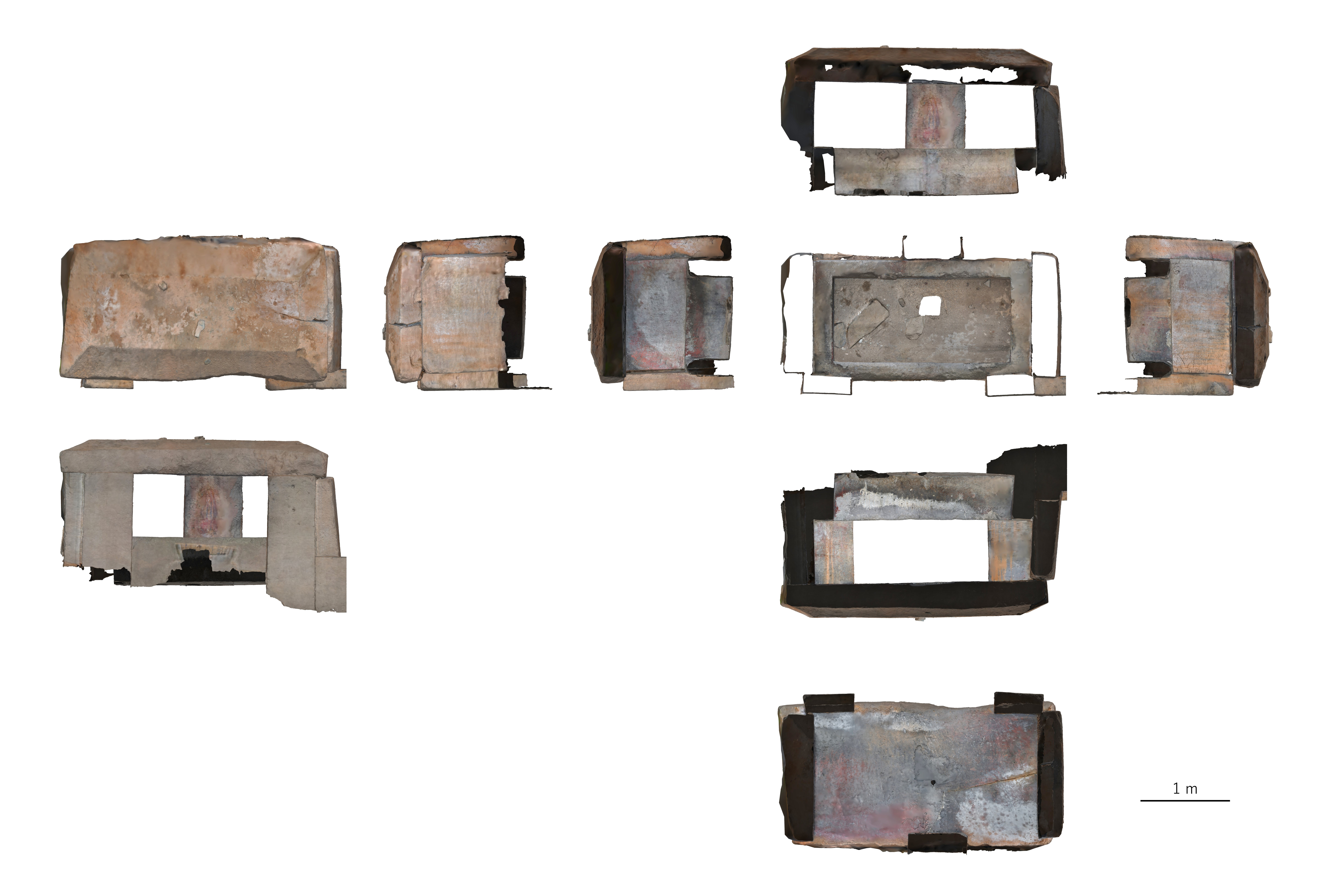
石屋形展開図

## 文化財

### 福岡県指定文化財
- 史跡
  - 童男山古墳 - 1956年（昭和31年）7月28日指定。

## 関連施設
- 岩戸山歴史文化交流館（いわいの郷）（八女市吉田）

## 関連文献
（記事執筆に使用していない関連文献）
- 『童男山古墳』八女市教育委員会〈八女市文化財調査報告書第16集〉、1988年。 - リンクは奈良文化財研究所「全国遺跡報告総覧」。